# الفريدو استيز
الفريدو استيز (بالإسبانية: Alfredo Astiz)‏ (و. 1951  م) هو معذب، وضابط أرجنتيني، ولد في مار دل بلاتا.